# 球鞋網路
球鞋網路（英語：Sneakernet）也译跑腿网络，指通过移動物理媒介而非互联网的方式傳輸電子資訊的方式。

## 概述
球鞋网络在计算机世界中被广泛使用。球鞋网络适用于如下情况：维护网络所需要的费用高得令人望而却步；需要人工检查信息以进行再分类的高安全性环境；需要在拥有不同安全级别的网络之间共享信息；数据传输受带宽限制；某一特定系统与本地网络不兼容；两个系统不在同一个网络上。
球鞋网络也常常用于点对点的数据交换。USB外部硬盘驱动器、闪存驱动器和存储卡等介质的发展提升了该传输系统的易用性。

## 使用个案

### 澳大利亚
澳大利亚于1983年加入Usenet。悉尼大学从美国接收磁带形式传输的数据，并复制、分发到澳大利亚国内的Unix网络。

### 阿富汗
球鞋网络是阿富汗内重要的数据交流手段。2016年，阿富汗仅有10%的人口可以稳定连接互联网。2021年后塔利班治下的阿富汗，“计算机工作者”（computer kars）总共维护约数百TB的数据，手工有偿分发包括电影、音乐、移动应用、iOS系统升级和成人影片在内的互联网衍生内容。他们同时创建苹果帐号和社交媒体帐号，提供手机解锁、备份服务，进行数据恢复。惟在塔利班统治下经营受限，收入大幅缩水90%。

### 古巴
周包是流通于古巴黑市的约1TB大小的数据包，作为网络存取的替代品。每周通过可移动磁盘或U盘形式分发。

### 朝鲜
已知有朝鲜持不同政见者走私装满西方电影和电视剧的闪存驱动器，其主要目的为发起文化层面的革命。

### 巴基斯坦
2011年5月，美军对本·拉登位于阿伯塔巴德的豪宅实行突袭，发现他使用一系列U盘存储电子邮件草稿。他的一个信使携带这些邮件草稿前往附近的网络咖啡厅进行发送。

### 美国
2007年, Google使用球鞋网络帮助传输来自哈勃望远镜的120TB数据。亞馬遜網路服務系統於2015年使用AWS Snowball單次輸送50TB(23公斤)數據，2016年使用AWS Snowmobile單次輸送100PB(46公斤)數據。